# St Ia’s Church
Die St Ia’s Church in St Ives, auch St Ives Parish Church, ist eine Pfarrkirche der Church of England. Sie bildet den Mittelpunkt der  anglikanischen Kirchengemeinde (Parish) der Stadt St Ives, kornisch Porth Ia, im Westen von Cornwall. Die Kirche ist Ia geweiht, einer kornischen Heiligen, nach der auch die Stadt St Ives benannt ist.
St Ia’s Church wurde zwischen 1410 und 1434 als Filialkirche der Kirchengemeinde von Lelant erbaut, zu der St Ives damals gehörte. Erst 1826 bekam sie den Status einer Pfarrkirche, das heißt den der Hauptkirche einer Kirchengemeinde. Sie gehört zur Diözese Truro.
Die Kirche ist seit 1952 als Kulturdenkmal der Kategorie Grade I eingestuft.

## Gebäude

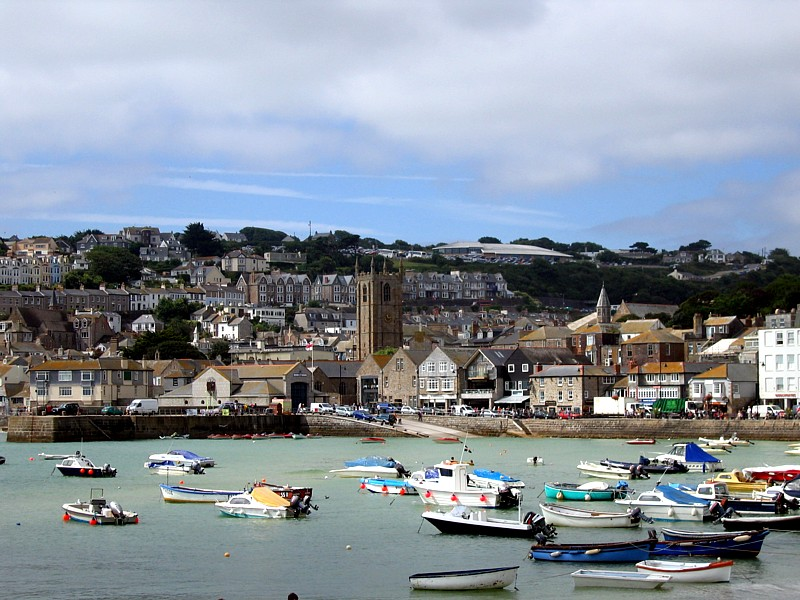
St Ia am Hafen von St Ives

Die Kirche St Ia wurde unmittelbar am Hafen von St Ives errichtet. Zwischen ihr und dem Hafenbecken befindet sich nur noch das Gebäude für das Rettungsboot (Lifeboat) der Stadt. Zu diesem Gebäude und zum Wasser im Osten wird das Kirchengrundstück durch den Pednolva Walk begrenzt. Nördlich der Kirche verläuft die Straße Lifeboet Hill, westlich die Fore Street sowie südwestlich und südlich die St Andrew’s Street.
Das Kirchengebäude besteht aus vier annähernd in Ost-West-Richtung ausgerichteten Kirchenschiffen, die etwa gleich hoch und von denen drei etwa gleich groß beziehungsweise lang sind. Nur das südliche Seitenschiff, ein späterer Anbau durch die Trenwith Family zwischen 1450 und 1500, ist kleiner als die anderen, was dem Verlauf der St Andrew’s Street geschuldet ist, die schräg an der Südwestseite der Kirche entlang verläuft und nicht überbaut werden konnte. Bei dem Gebäude von St Ia handelt es sich damit um eine Hallenkirche, bei der die vier Kirchenschiffe jedoch nicht unter einem Dach vereint sind, sondern jedes ein eigenes Satteldach besitzt. An das nördliche Seitenschiff schließt an dessen Nordostseite ein kleineres Querschiff an, das Fishermen’s Aisle („Fischer-Seitenschiff“) genannt wird. Unter den Dächern befinden sich Tonnengewölbe, die auf Sandsteinpfeilern ruhen. Die Außenwände bestehen aus Feldstein-Mauerwerk, in die gotische Fensteröffnungen eingelassen sind.
Der Kirchturm von St Ia steht an der Westseite des Kirchengebäudes. Er besteht aus kornischem Granit, der bei dem Ort Zennor südwestlich von St Ives gewonnen wurde. Das Baumaterial verschiffte man auf dem Seeweg zu seinem Bestimmungsort am Hafen von St Ives. In dem über 24 Meter hohen viergeschossigen Glockenturm sind zwei 1830 in Hayle gegossene Glocken aufgehängt. Die Turmfenster stammen von 1863 aus viktorianischer Zeit und stellen die Geschichte von Dorkas (Tabea/Tabita – Apg. 9,36-43) dar. An Nord- und Südseite des Turmes befinden sich die Zifferblätter der Kirchturmuhr, die von der Firma JB Joyce & Co konstruiert im Jahr 1935 angebracht wurde und eine ältere mit nur einem Zeiger ersetzte. Es gibt Hinweise darauf, dass der Sockel des Turmes älteren Datums als das heute bestehende Bauwerk ist, möglicherweise einem älteren Vorgängerbau der Kirche entstammt.

## Innenraum

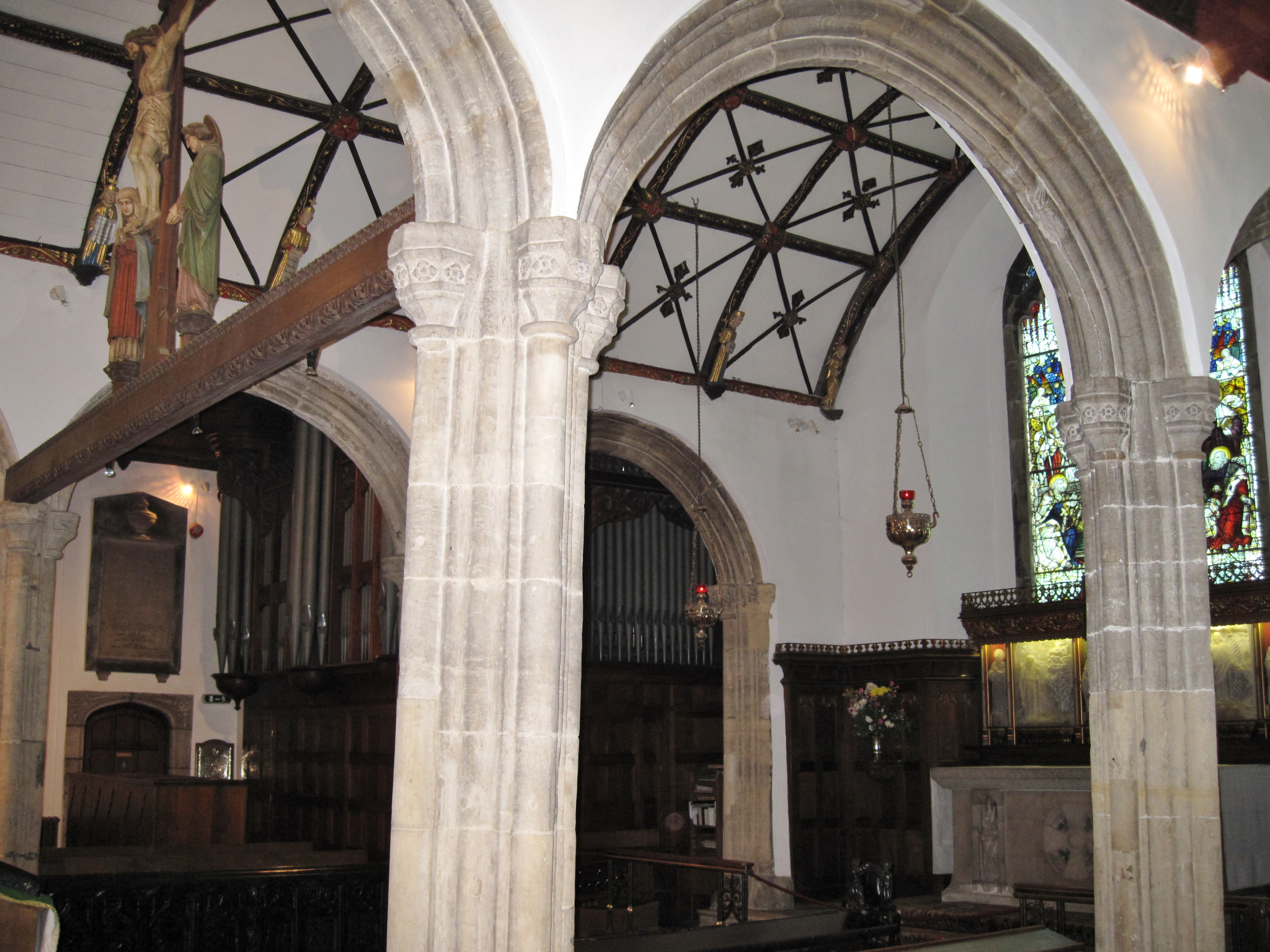
Innenraum mit Orgel

Das Kircheninnere wirkt gemessen an der Grundfläche recht niedrig. Die vier Längsschiffe sind durch Säulenbögen voneinander getrennt. Unter den Tonnengewölben sind teilweise vergoldete Holzschnitzereien und -verstrebungen angebracht, deren untere Begrenzungen Engels-, Apostel- und Heiligenfiguren schmücken. Auf einem Querbalken unter der Decke des Mittelschiffs ist eine Figurengruppe aufgesetzt, die Jesus Christus am Kreuz sowie seine Mutter Maria und den Apostel Johannes darstellen. Sie stammen aus dem Jahr 1932 und wurden an der Stelle des 1647 von Puritanern zerstörten Lettners eingebaut.

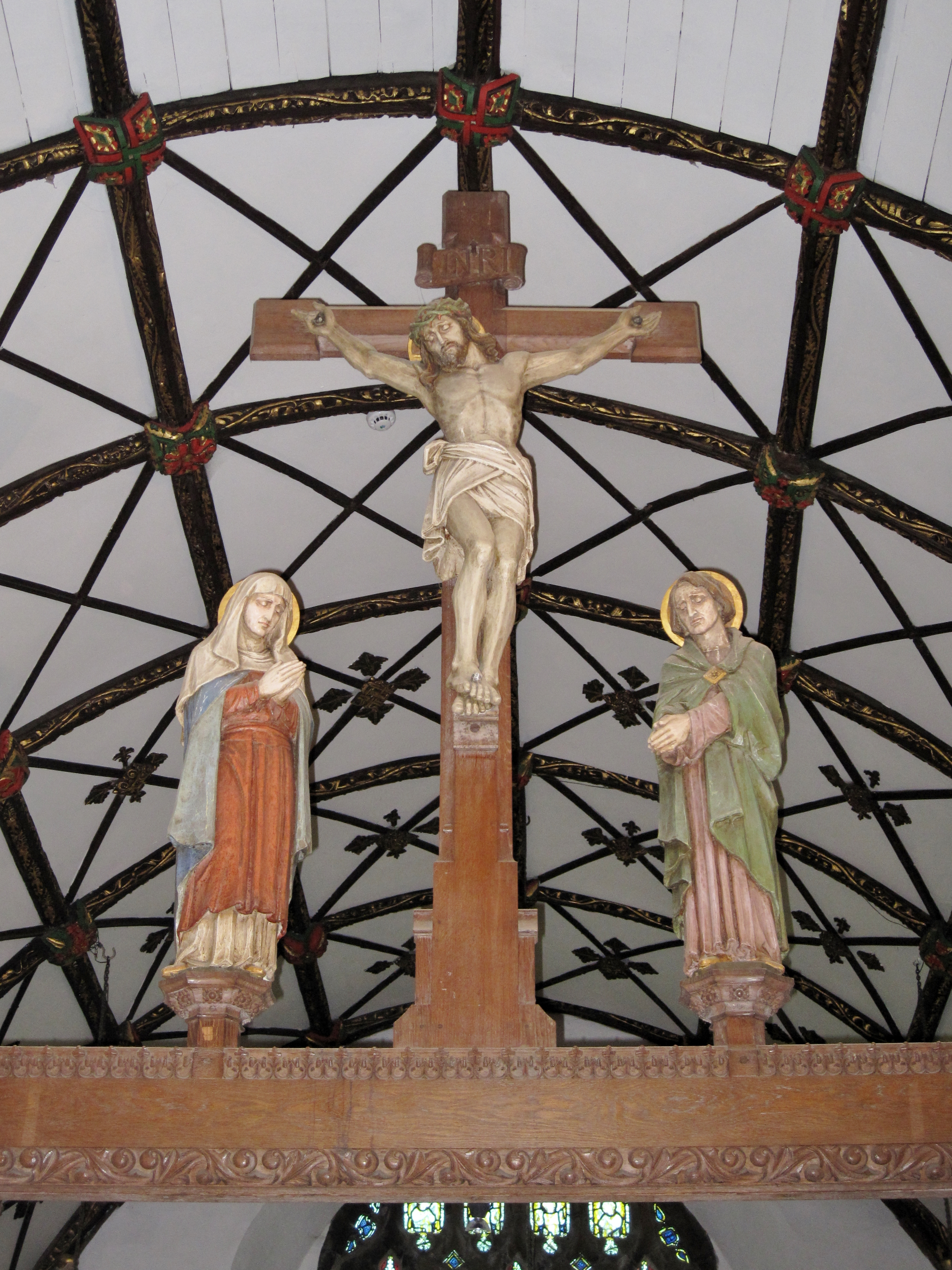
Kruzifix unter der Decke

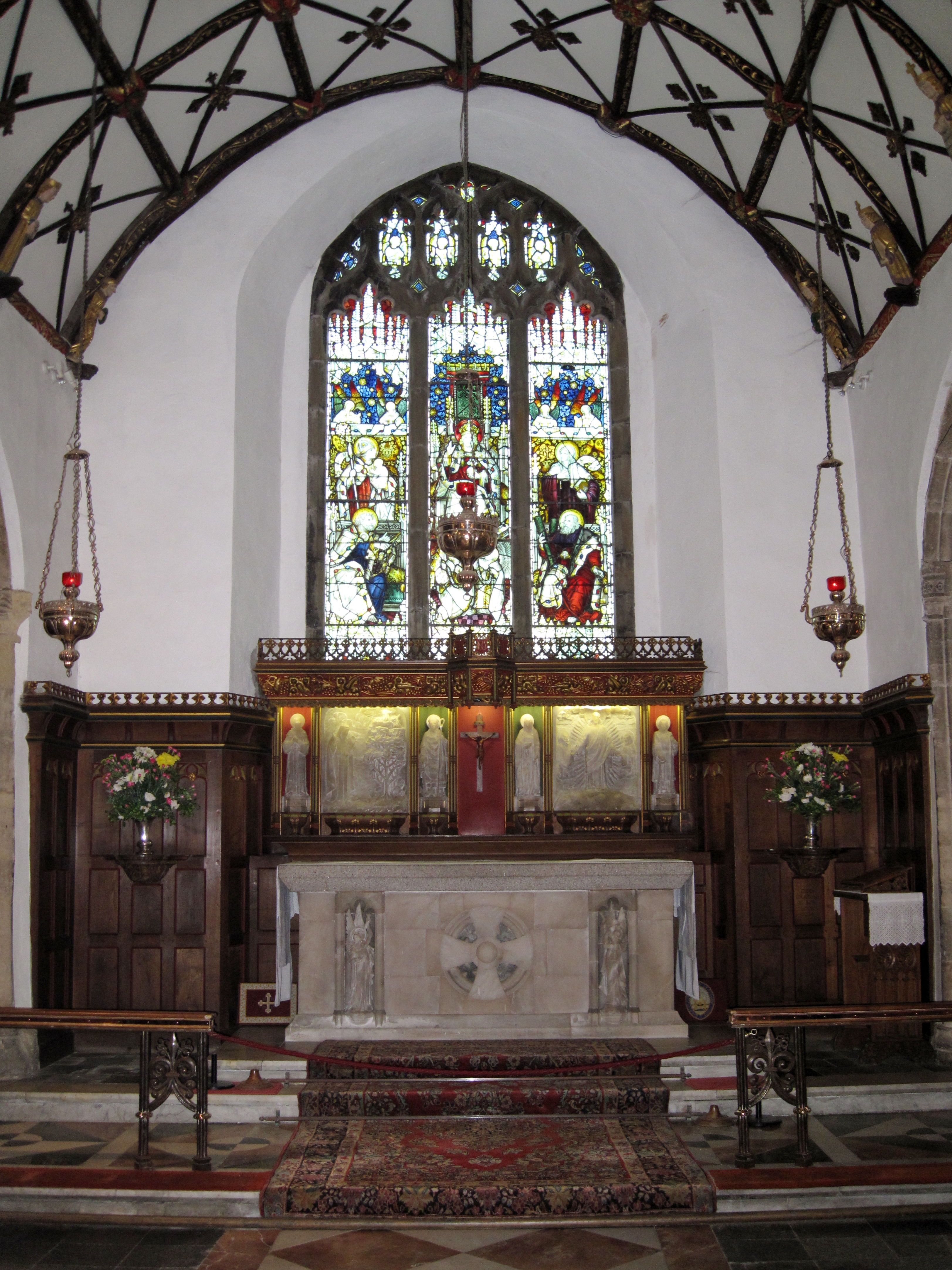
Altarraum

Das Retabel des an der Ostseite des Mittelschiffs stehenden Hochaltars besteht aus Alabaster. Mittig des Altars auf rotem Grund ist ein silbernes Kreuz befestigt, ein Werk der Gilde der Kunsthandwerker in London. Die Statue rechts des Gekreuzigten stellt die Patronin der Kirche, die heilige Ia, dar. Das den Altar überragende Außenfenster wurde durch eine Explosion im Jahr 1904 bei Arbeiten mit Dynamit zerstört und 1905 ersetzt. Am 1915 eingebauten Chorgestühl aus kornischem Holz befinden sich Darstellungen menschlicher Figuren aus dem 15. Jahrhundert, die einst Teil des zerstörten Lettners waren. Die Kanzel, bestückt mit Täfelungen vom Anfang des 17. Jahrhunderts, ist aus ursprünglichen Bankenden erbaut und ersetzte eine frühere dreistufige Kanzel.
An der Ostseite des nördlichen Längsschiffs ist die Orgel der Kirche eingebaut. Sie ersetzte zwei Vorgänger, eine kleine Drehorgel aus dem Jahr 1831 und eine durch die Firma Telford & Telford installierte Orgel von 1859. Die heutige dreimanualige, also mit drei manuell zu bedienenden Klaviaturen versehene Orgel, wurde durch Hele & Company aus Plymouth 1907 erbaut und 1993 durch die Firma Lance Foy aus Truro restauriert. Eine genaue Beschreibung der Orgel findet man im National Pipe Organ Register (NPOR) des British Institute of Organ Studies.
Neben der Orgel befindet sich der Zugang zum Baptisterium, das an der Rückseite des nordöstlichen Querschiffs, dem Fishermen’s Aisle, erbaut wurde. Das Baptisterium stammt überwiegend aus dem 20. Jahrhundert, sein heutiges Aussehen verdankt es dem Entwurf von Stephen Dykes-Bower aus dem Jahr 1956. Die Schnitzereien stammen von John Williams aus St Austell. Die vier Engel unter dem Dach des Baptisteriums wurden durch die Konservatoren Elizabeth und John Cynddylan aus St Ives gemeinsam mit der Vergolderin und Kalligrafin Jenny Hancox 1996 restauriert, vergoldet und bemalt. Den schachbrettartig gepflasterten Boden, bestehend aus 12.000 Schieferplatten, verlegte 1956 die Firma Kent & Jenkins aus St Ives. Das darauf stehende Taufbecken aus dem 15. Jahrhundert ist aus Granit gehauen.
Rechts des Hochaltars, im südlich angrenzenden Seitenschiff, wurde 1928 in der sogenannten „Kinderecke“ (children’s corner) eine Statue des Jesuskindes vor einer Eichentäfelung aufgestellt. Hier liegt ein Buch aus, in das Besucher der Kirche ihre Anliegen zur Aufnahme ins Gebet der täglichen Gottesdienste in der Marienkapelle (Lady Chapel) eintragen können. Diese befindet sich im „Trenwith-Seitenschiff“ (Trenwith Aisle), dem südlichsten Teil des Kirchengebäudes. Die Marienkapelle ist durch eine 1931 aufgestellte geschnitzte Holzwand des lokalen Künstlers Shallat Dale, die Früchte verzehrende Vögel darstellt, vom übrigen Kirchenraum abgetrennt. In der Lady Chapel steht die 80 Zentimeter hohe Marmorstatue „Madonna and Child“ der Bildhauerin Barbara Hepworth, die 1972 auch die zwei Edelstahl-Leuchter „Christmas Rose“ für die Kirche entwarf.
Eine beschädigte Bronzetafel in der Nähe der Tür des Trenwith Aisle stellt Oto Trenwith mit seiner Frau, den Erzengel Michael anflehend, dar. Die Tafel wird auf das Jahr 1463 datiert. In der Westwand der Marienkapelle befindet sich noch die heute geschlossene „Orgelturm“-Steintreppe, die auf den ehemaligen Lettner führte. Auf ihm stand eine der ältesten Orgeln von Cornwall, die 1647 zusammen mit dem Lettner zerstört wurde. Ihre Pfeifen wurden als Dachrinnen und Abflussrohre rund im St Ives verwendet.

## Belege
1. ↑  Nikolaus Pevsner: The Buildings of England – Cornwall. Penguin Books 1970, S. 180
2. ↑  historicengland.org.uk
3. ↑  St Ives Parish Church – The Tower (Memento des Originals vom 27. August 2009 im Internet Archive)  Info: Der Archivlink wurde automatisch eingesetzt und noch nicht geprüft. Bitte prüfe Original- und Archivlink gemäß Anleitung und entferne dann diesen Hinweis.
4. ↑  Informationsblatt der St Ives Parish Church, S. 1–2
5. ↑  St Ives Parish Church – The Choir and Nave (Memento des Originals vom 27. August 2009 im Internet Archive)  Info: Der Archivlink wurde automatisch eingesetzt und noch nicht geprüft. Bitte prüfe Original- und Archivlink gemäß Anleitung und entferne dann diesen Hinweis.
6. ↑  Informationsblatt der St Ives Parish Church, S. 3–4
7. 1 2  St Ives Parish Church auf Sacred Destinations
8. ↑  National Pipe Organ Register (NPOR)
9. ↑  St Ives Parish Church – The North Aisle (Memento des Originals vom 27. August 2009 im Internet Archive)  Info: Der Archivlink wurde automatisch eingesetzt und noch nicht geprüft. Bitte prüfe Original- und Archivlink gemäß Anleitung und entferne dann diesen Hinweis.
10. 1 2  St Ives Parish Church – The Lady Chapel (Memento des Originals vom 27. August 2009 im Internet Archive)  Info: Der Archivlink wurde automatisch eingesetzt und noch nicht geprüft. Bitte prüfe Original- und Archivlink gemäß Anleitung und entferne dann diesen Hinweis.
11. ↑  Informationsblatt der St Ives Parish Church, S. 6